# 향리피아
향리피아(香lippia, 학명: Lippia graveolens 리피아 그라베올렌스[*])는 마편초과의 여러해살이풀이다. 멕시코오레가노(스페인어: orégano mexicano)로도 알려져 있으나, 꿀풀과의 오레가노와는 다른 식물이다.

## 분포
아메리카에 분포한다. 원산지는 북아메리카(미국, 멕시코), 중앙아메리카(과테말라, 니카라과, 온두라스, 코스타리카), 카리브(트리니다드 토바고), 남아메리카(가이아나, 베네수엘라, 볼리비아, 브라질, 아르헨티나, 콜롬비아, 파라과이)이다.